# Christian Werner (biskup)
Mons. Christian Werner (* 27. prosince 1943, Gogolin) je rakouský římskokatolický kněz, biskup a emeritní Rakouský vojenský ordinář.

## Život
Narodil se 27. prosince 1943 v Gogolině. Poté, co odmaturoval, byl poštovním pracovníkem. Vystudoval Tereziánskou vojenskou akademii a byl důstojníkem z povolání Rakouské armády. Rozhodl se stát knězem. Na kněze byl vysvěcen 29. června 1977.
V letech 1977 až 1980 sloužil jako vojenský kaplan v St. Pöltenu.
Dne 9. ledna 1992 byl papežem Janem Pavlem II. jmenován vojenským ordinářem koadjutorem a titulárním biskupem z Aeci. Biskupské svěcení přijal 2. února 1992 v katedrále Svatého Jiří ve Vídeňském Novém Městě, z rukou biskupa Alfreda Kosteleckyho a spolusvětiteli byli biskup Franz Žak a biskup Kurt Krenn.
Dne 22. února 1994 zemřel biskup Alfred Kostelecky, a tak nastoupil na jeho místo vojenského ordináře. Dne 11. října 1997 mu papež udělil titulární biskupství Vídeňské Nové Město.
Je členem Řádu německých rytířů a Ö.K.a.V. Theresiana, ÖCV a od roku 1993 katolického bratrství K.ö.St.V. Kreuzenstein Wien.
V říjnu 2013 bylo oznámeno, že podal ze zdravotních důvodů papeži Františkovi svou rezignaci.
Dne 16. dubna 2015 přijal papež František jeho rezignaci na post ordináře.